# Montpellier Hérault Sport Club 2023-2024
Questa voce raccoglie le informazioni riguardanti il Montpellier Hérault Sport Club nelle competizioni ufficiali della stagione 2023-2024.

## Stagione
La stagione 2023-2024 del Montpellier è la 42ª stagione del club in Ligue 1. 

## Divise e sponsor
Lo sponsor tecnico per la stagione 2023-2024 è Nike, mentre lo sponsor ufficiale è Partouche. 
| Casa | Trasferta |

## Rosa
Aggiornata al 1º febbraio 2024

 In corsivo i calciatori ceduti durante la stagione
| N. |                                 | Ruolo | Calciatore               |
| -- | ------------------------------- | ----- | ------------------------ |
| 1  | Bosnia ed Erzegovina (bandiera) | P     | Belmin Dizdarević        |
| 3  | Guinea (bandiera)               | D     | Issiaga Sylla            |
| 4  | Mali (bandiera)                 | D     | Boubakar Kouyaté         |
| 5  | Francia (bandiera)              | D     | Modibo Sagnan            |
| 6  | Francia (bandiera)              | D     | Christopher Jullien      |
| 7  | Francia (bandiera)              | C     | Arnaud Nordin            |
| 8  | Nigeria (bandiera)              | A     | Akor Adams               |
| 9  | Giordania (bandiera)            | C     | Musa Al-Taamari          |
| 10 | Tunisia (bandiera)              | A     | Wahbi Khazri             |
| 11 | Francia (bandiera)              | C     | Téji Savanier (capitano) |
| 12 | Francia (bandiera)              | C     | Jordan Ferri             |
| 13 | Francia (bandiera)              | C     | Joris Chotard            |
| 14 | Francia (bandiera)              | D     | Maxime Estève            |
| 16 | RD del Congo (bandiera)         | P     | Dimitry Bertaud          |
| 17 | Francia (bandiera)              | D     | Théo Sainte-Luce         |
| 18 | Francia (bandiera)              | C     | Léo Leroy                |

| N. |                     | Ruolo | Calciatore       |
| -- | ------------------- | ----- | ---------------- |
| 19 | Francia (bandiera)  | C     | Sacha Delaye     |
| 20 | Francia (bandiera)  | A     | Junior Ndiaye    |
| 21 | Francia (bandiera)  | A     | Elye Wahi        |
| 22 | Francia (bandiera)  | C     | Khalil Fayad     |
| 23 | Italia (bandiera)   | A     | Kelvin Yeboah    |
| 23 | Francia (bandiera)  | A     | Yann Karamoh     |
| 27 | Svizzera (bandiera) | D     | Bećir Omeragić   |
| 29 | Francia (bandiera)  | D     | Enzo Tchato      |
| 35 | Francia (bandiera)  | D     | Lucas Mincarelli |
| 36 | Svizzera (bandiera) | D     | Silvan Hefti     |
| 39 | Francia (bandiera)  | A     | Yanis Issoufou   |
| 40 | Francia (bandiera)  | P     | Benjamin Lecomte |
| 42 | Marocco (bandiera)  | A     | Othmane Maamma   |
| 70 | Francia (bandiera)  | C     | Tanguy Coulibaly |
| 75 | Francia (bandiera)  | D     | Mamadou Sakho    |
| 77 | Mali (bandiera)     | D     | Falaye Sacko     |

## Calciomercato

### Sessione estiva
| Acquisti         | Acquisti          | Acquisti          | Acquisti                   |
| R.               | Nome              | da                | Modalità                   |
| ---------------- | ----------------- | ----------------- | -------------------------- |
| A                | Akor Adams        | Lillestrøm        | definitivo (4,5 milioni €) |
| D                | Falaye Sacko      | Vitória Guimarães | definitivo (1,3 milioni €) |
| P                | Belmin Dizdarević | Sarajevo          | definitivo (150 mila €)    |
| D                | Bećir Omeragić    | Zurigo            | gratuito                   |
| A                | Musa Al-Taamari   | OH Lovanio        | gratuito                   |
| A                | Kelvin Yeboah     | Genoa             | prestito                   |
| Altre operazioni |                   |                   |                            |
| R.               | Nome              | da                | Modalità                   |
| C                | Gabriel Barès     | Thun              | fine prestito              |
| C                | Sacha Delaye      | Le Puy            | fine prestito              |

| Cessioni         | Cessioni         | Cessioni          | Cessioni                   |
| R.               | Nome             | a                 | Modalità                   |
| ---------------- | ---------------- | ----------------- | -------------------------- |
| A                | Elye Wahi        | Lens              | definitivo (30 milioni €)  |
| A                | Stephy Mavididi  | Leicester City    | definitivo (7,5 milioni €) |
| A                | Béni Makouana    | Polіssja Žytomyr  | definitivo (250 mila €)    |
| D                | Pedro Mendes     | Estrela Amadora   | gratuito                   |
| A                | Valère Germain   | Macarthur         | gratuito                   |
| P                | Bingourou Kamara | Pau               | gratuito                   |
| D                | Thibault Tamas   | Stade Briochin    | gratuito                   |
| C                | Gabriel Barès    | Concarneau        | prestito                   |
| Altre operazioni |                  |                   |                            |
| R.               | Nome             | da                | Modalità                   |
| D                | Mathías Suárez   |                   | svincolato                 |
| P                | Matis Carvalho   |                   | svincolato                 |
| D                | Faitout Maouassa | Club Bruges       | fine prestito              |
| D                | Falaye Sacko     | Vitória Guimarães | fine prestito              |

### Sessione invernale
| Acquisti         | Acquisti         | Acquisti | Acquisti                   |
| R.               | Nome             | da       | Modalità                   |
| ---------------- | ---------------- | -------- | -------------------------- |
| D                | Modibo Sagnan    | Utrecht  | definitivo (3,2 milioni €) |
| A                | Yann Karamoh     | Torino   | prestito                   |
| D                | Silvan Hefti     | Genoa    | prestito                   |
| A                | Tanguy Coulibaly |          | svincolato                 |
| Altre operazioni |                  |          |                            |
| R.               | Nome             | da       | Modalità                   |

| Cessioni         | Cessioni         | Cessioni | Cessioni      |
| R.               | Nome             | a        | Modalità      |
| ---------------- | ---------------- | -------- | ------------- |
| A                | Yanis Guermouche | Īraklīs  | gratuito      |
| D                | Maxime Estève    | Burnley  | prestito      |
| D                | Mamadou Sakho    |          | svincolato    |
| A                | Kelvin Yeboah    | Genoa    | fine prestito |
| Altre operazioni |                  |          |               |
| R.               | Nome             | da       | Modalità      |

## Risultati

### Ligue 1

#### Girone di andata
| Arbitro: | Turpin |

|                |           |                             |
| Adams 58’, 60’ | Marcatori | 6’ G. Lloris 90+1’ Grandsir |

| Arbitro: | Vernice |

|               |           |                                          |
| Lacazette 69’ | Marcatori | 20’ Nordin 39’, 66’ Al-Taamari 20’ Adams |

| Arbitro: | Bollengier |

|                  |           |                              |
| Al-Taamari 45+4’ | Marcatori | 9’ Abdelhamid 41’, 56’ Teuma |

| Arbitro: | Millot |

|           |           |  |
| Yazıcı 2’ | Marcatori |  |

| Arbitro: | Gaillouste |

|                                |           |                       |
| Lecomte 63’ (aut.) Mothiba 69’ | Marcatori | 35’ Khazri 40’ Nordin |

| Montpellier 24 settembre 2023, ore 17:05 CEST 6ª giornata | Montpellier | 0 – 0 referto | Rennes | Stade de la Mosson (15 430 spett.)\| Arbitro: \| Frappart \| |
| Arbitro:                                                  | Frappart    |               |        |                                                              |

| Arbitro: | Stinat |

|  |           |                                    |
|  | Marcatori | 30’, 89’ Adams 73’ (rig.) Savanier |

| Arbitro: | Batta |

|                     |           |             |
| Savanier 87’ (rig.) | Marcatori | 7’ Gonalons |

| Arbitro: | Bollengier |

|                      |           |  |
| Mollet 44’ Bamba 74’ | Marcatori |  |

| Arbitro: | Léonard |

|                          |           |  |
| Adams 13’, 72’ Fayad 63’ | Marcatori |  |

| Arbitro: | Buquet |

|                                     |           |  |
| Lee 10’ Zaïre-Emery 58’ Vitinha 66’ | Marcatori |  |

| Montpellier 10 novembre 2023, ore 21:00 CET 12ª giornata | Montpellier | 0 – 0 referto | Nizza | Stade de la Mosson (13 452 spett.)\| Arbitro: \| El Hadj \| |
| Arbitro:                                                 | El Hadj     |               |       |                                                             |

| Arbitro: | Gaillouste |

|                     |           |                                                  |
| Savanier 51’ (rig.) | Marcatori | 20’ (aut.) Estève 64’ Pereira Lage 90+2’ Doumbia |

| Arbitro: | Stinat |

|                              |           |  |
| Minamino 9’ Ben Yedder 90+1’ | Marcatori |  |

| Montpellier 8 dicembre 2023, ore 21:00 CET 15ª giornata | Montpellier | 0 – 0 referto | Lens | Stade de la Mosson (14 159 spett.)\| Arbitro: \| Frappart \| |
| Arbitro:                                                | Frappart    |               |      |                                                              |

| Arbitro: | Bollengier |

|  |           |           |
|  | Marcatori | 9’ Estève |

| Arbitro: | Léonard |

|           |           |              |
| Fayad 14’ | Marcatori | 52’ Veretout |

#### Girone di ritorno
| Arbitro: | Pignard |

|                               |           |  |
| Magnetti 48’ Le Douaron 90+1’ | Marcatori |  |

| Montpellier 28 gennaio 2024, ore 13:00 CET 19ª giornata | Montpellier | 0 – 0 referto | Lilla | Stade de la Mosson (12 575 spett.)\| Arbitro: \| El Hadj \| |
| Arbitro:                                                | El Hadj     |               |       |                                                             |

| Arbitro: | Vernice |

|                                  |           |              |
| Terrier 3’ Kalimuendo 48’ (rig.) | Marcatori | 73’ Savanier |

| Arbitro: | Gaillouste |

|            |           |                            |
| Nordin 23’ | Marcatori | 74’ Lacazette 82’ Caqueret |

| Arbitro: | Stinat |

|                                         |           |  |
| Sylla 3’ Sagnan 50’ Savanier 86’ (rig.) | Marcatori |  |

| Arbitro: | Pignard |

|                                                           |           |               |
| I. Ndiaye 31’, 43’ Aubameyang 62’ (rig.) Sacko 82’ (aut.) | Marcatori | 5’ Al-Taamari |

| Arbitro: | Frappart |

|                 |           |                                 |
| Nordin 71’, 87’ | Marcatori | 47’ (rig.) H. Diarra 83’ Emegha |

| Arbitro: | Buquet |

|          |           |                                       |
| Boga 12’ | Marcatori | 10’ (aut.) Todibo 42’ (rig.) Savanier |

| Arbitro: | Batta |

|                                  |           |                                                          |
| Nordin 30’ Savanier 45+1’ (rig.) | Marcatori | 14’ Vitinha 22’, 50’, 63’ Mbappé 53’ Lee 89’ Nuno Mendes |

| Arbitro: | Vernice |

|  |           |                       |
|  | Marcatori | 72’ Ferri 80’ Jullien |

| Arbitro: | Lissorgue |

|                                 |           |  |
| Savanier 55’ (rig.) Karamoh 90’ | Marcatori |  |

| Arbitro: | Léonard |

|            |           |                  |
| Cham 45+4’ | Marcatori | 56’ T. Coulibaly |

| Arbitro: | Gaillouste |

|             |           |                           |
| Agbadou 66’ | Marcatori | 26’ Sagnan 86’ Al-Taamari |

| Arbitro: | Stinat |

|          |           |           |
| Adams 2’ | Marcatori | 7’ Abline |

| Arbitro: | Bollengier |

|              |           |                        |
| Dallinga 34’ | Marcatori | 27’ Savanier 81’ Fayad |

| Arbitro: | Frappart |

|  |           |                            |
|  | Marcatori | 52’ Ouattara 65’ Y. Fofana |

| Arbitro: | Léonard |

|                       |           |                           |
| Wahi 4’ Machado 45+2’ | Marcatori | 58’ Maamma 74’ Mincarelli |

### Coppa di Francia
| Arbitro: | Turpin |

|             |           |                                      |
| Mafouta 58’ | Marcatori | 42’ (aut.) Assogba 56’ (rig.) Yeboah |

| Arbitro: | Delajod |

|  |           |                                          |
|  | Marcatori | 58’ Omeragić 73’, 90+2’ Adams 90’ Delaye |

| Arbitro: | Letexier |

|            |           |                                                                |
| Sagnan 75’ | Marcatori | 29’ Ndayishimiye 37’ Louchet 39’ Cho 62’ (rig.) Claude-Maurice |

## Statistiche finali
Aggiornate al 19 maggio 2024

### Statistiche di squadra
| Competizione     | Punti   | In casa | In casa | In casa | In casa | In casa | In casa | In trasferta | In trasferta | In trasferta | In trasferta | In trasferta | In trasferta | Totale | Totale | Totale | Totale | Totale | Totale | DR |
| Competizione     | Punti   | G       | V       | N       | P       | Gf      | Gs      | G            | V            | N            | P            | Gf           | Gs           | G      | V      | N      | P      | Gf     | Gs     | DR |
| ---------------- | ------- | ------- | ------- | ------- | ------- | ------- | ------- | ------------ | ------------ | ------------ | ------------ | ------------ | ------------ | ------ | ------ | ------ | ------ | ------ | ------ | -- |
| Ligue 1          | 41 (-1) | 17      | 4       | 9       | 5       | 20      | 23      | 17           | 7            | 3            | 7            | 23           | 25           | 34     | 10     | 12     | 12     | 43     | 48     | -5 |
| Coppa di Francia | -       | 1       | 0       | 0       | 1       | 1       | 4       | 2            | 2            | 0            | 0            | 6            | 1            | 3      | 2      | 0      | 1      | 7      | 5      | +2 |
| Totale           |         | 18      | 3       | 9       | 6       | 21      | 27      | 19           | 9            | 3            | 7            | 29           | 27           | 37     | 12     | 12     | 13     | 50     | 53     | -3 |

### Andamento in campionato
| Giornata  | 1 | 2 | 3 | 4  | 5  | 6  | 7 | 8  | 9  | 10 | 11 | 12 | 13 | 14 | 15 | 16 | 17 | 18 | 19 | 20 | 21 | 22 | 23 | 24 | 25 | 26 | 27 | 28 | 29 | 30 | 31 | 32 | 33 | 34 |
| --------- | - | - | - | -- | -- | -- | - | -- | -- | -- | -- | -- | -- | -- | -- | -- | -- | -- | -- | -- | -- | -- | -- | -- | -- | -- | -- | -- | -- | -- | -- | -- | -- | -- |
| Luogo     | C | T | C | T  | T  | C  | T | C  | T  | C  | T  | C  | C  | T  | C  | T  | C  | T  | C  | T  | C  | C  | T  | C  | T  | C  | T  | C  | T  | T  | C  | T  | C  | T  |
| Risultato | N | V | P | P  | N  | N  | V | N  | P  | V  | P  | N  | P  | P  | N  | V  | N  | P  | N  | P  | P  | V  | P  | N  | V  | P  | V  | V  | N  | V  | N  | V  | P  | N  |
| Posizione | 8 | 4 | 9 | 14 | 14 | 13 | 9 | 13 | 14 | 11 | 13 | 12 | 14 | 14 | 14 | 12 | 12 | 12 | 12 | 13 | 15 | 14 | 15 | 16 | 13 | 14 | 13 | 13 | 13 | 12 | 12 | 11 | 12 | 12 |

Legenda:

Luogo: C = Casa; T = Trasferta. Risultato: V = Vittoria; N = Pareggio; P = Sconfitta.